# Opération London Bridge
Pour les articles homonymes, voir London Bridge (homonymie).

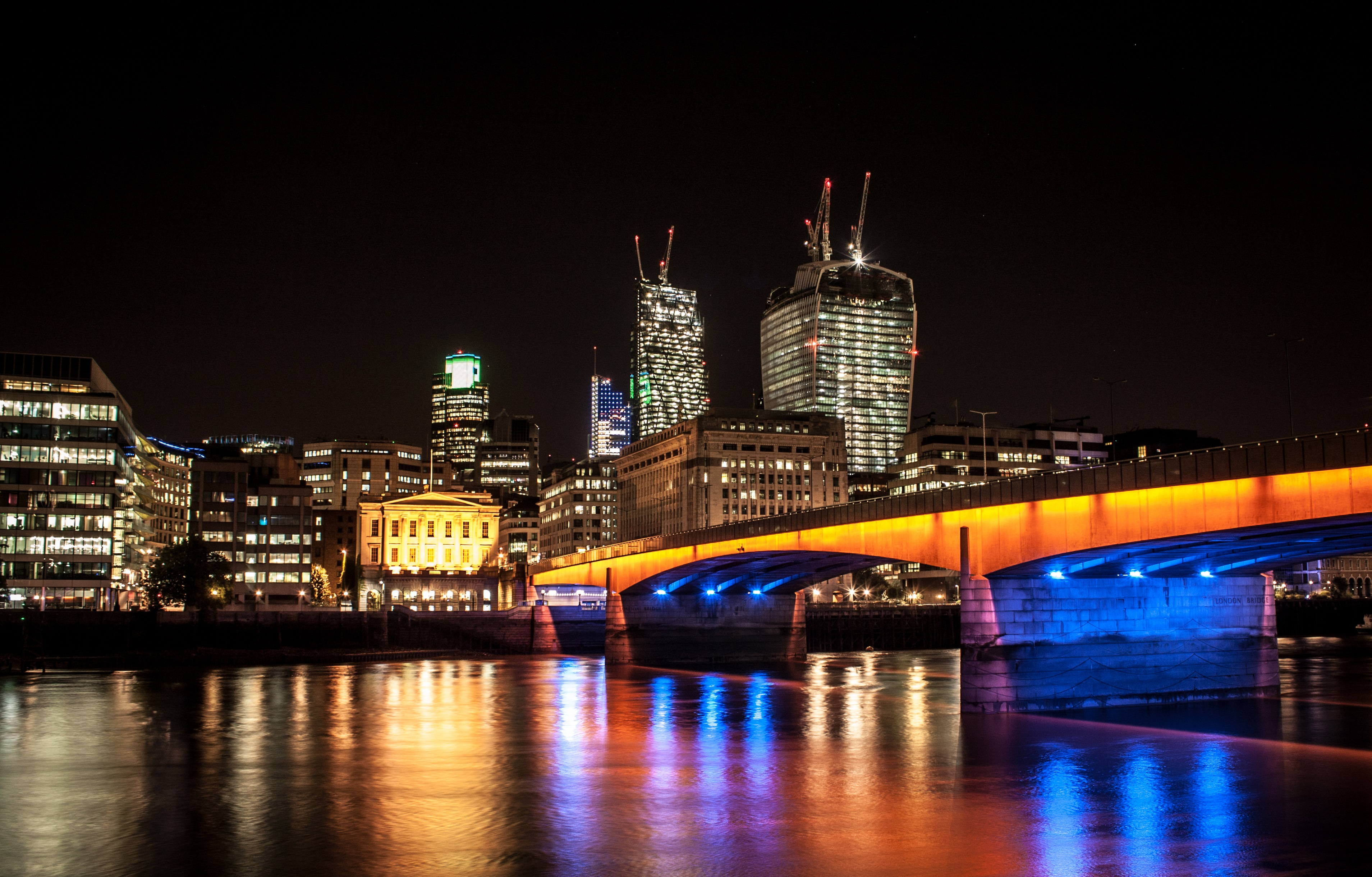
Le pont de Londres, éponyme de l'opération.

L'Opération London Bridge (en anglais : Operation London Bridge), également connue par son code d'annonce « London Bridge is down » en français : « Le pont de Londres est tombé », est un nom de code donné au plan prévu depuis les années 1960 et organisant le déroulement des journées suivant la mort de la reine Élisabeth II,,,. Ce plan est activé le 8 septembre 2022, jour de la mort de la reine, en début de soirée.
L'opération équivalente pour la mort du prince Philip, duc d'Édimbourg, mari de la reine, est l'opération Forth Bridge, pont situé en Écosse.

## Déroulement
Depuis les années 1960, les funérailles de la reine sont préparées par le gouvernement britannique et par les médias, qui ont des annonces pré-enregistrées sur la vie et la mort de la reine, ainsi que des séquences de portraits pré-enregistrées. Ce plan connaît de multiples changements au cours des décennies suivantes. Deux ou trois fois par an, des réunions se tiennent entre les différents acteurs impliqués (ministères, police, armée, radiodiffuseurs…) pour l'affiner.

### Diffusion de la nouvelle
Aussitôt après le décès de la reine, c'est son secrétaire privé, Edward Young, qui a été informé le premier. Dans les minutes qui suivirent, ce dernier a téléphoné au Premier ministre. Par la phrase codée « London Bridge is down », il a fait comprendre à la Première ministre en exercice Liz Truss que la reine venait de mourir. Le ministère britannique des Affaires étrangères a transmis la nouvelle aux 56 nations du Commonwealth. La nouvelle a été presque immédiatement relayée par la Press Association à tous les autres médias internationaux. Ce n’est donc pas la BBC qui a eu la primeur de l’information, comme cela avait été le cas jusque-là (la radio avait annoncé la mort de George VI, le 6 février 1952, quatre heures après son décès). Une fois les médias prévenus, un valet en habits de deuil est sorti du palais de Buckingham pour fixer un panneau sur les grilles comportant un message encadré de noir indiquant le décès de Sa Majesté. Au même moment, le site internet du Palais a publié une page unique, noire, avec le même texte. Les chaînes de télévision britanniques ont interrompu leurs programmes, tandis que leurs présentateurs ont adopté le même code vestimentaire — tailleurs, costumes et cravates noirs — pour annoncer simultanément le décès d’Élisabeth II. Dans les studios des radios musicales, des voyants ont clignoté pour que les présentateurs soient préparés à basculer sur les informations et à ne pas diffuser de musique trop joyeuse dans l'intervalle. Chaque station avait déjà préparé des listes de lecture composées de morceaux tristes et mélancoliques. Le pays est alors entré le 8 septembre 2022 dans une période de deuil national de douze jours.

### Succession au trône
Son successeur — le roi Charles III — a émis un communiqué au soir de la mort de la reine et son premier discours en tant que roi du Royaume-Uni s'est tenu à 18 heures le lendemain. Si l'annonce avait été diffusée avant 18 heures, le nouveau souverain aurait parlé le soir même. Il est officiellement proclamé roi le surlendemain du décès, à 11 heures, dans la salle principale du palais Saint James, mais son couronnement n'a lieu que le 6 mai suivant. L'ordre de succession au trône change : le prince William devient premier dans l'ordre de succession et est fait prince de Galles par le roi, tandis que son fils aîné, le prince George, vient occuper la deuxième place, juste derrière son père.

### Mesures exceptionnelles
Après l'annonce du décès de la souveraine, il n'est pas prévu que les compétitions sportives soient interrompues. Néanmoins, la plupart des organisateurs britanniques de compétitions et rencontres sportives majeures prennent l'initiative de reporter ou annuler les événements prévus durant le weekend des 10 et 11 septembre 2022, le gouvernement n'ayant pas imposé de telles mesures. Parmi les rencontres majeures, les matchs de football de Premier league sont ajournés et en cyclisme, la sixième étape du Tour de Grande‑Bretagne est annulée. À la mort de George VI en 1952, les compétitions de rugby et de hockey avaient été interrompues.
À l'annonce de la mort de la reine, les membres des deux chambres du parlement sont rappelés, les travailleurs peuvent rentrer plus tôt et les pilotes d'avion ainsi que les personnels ferroviaires informent leurs passagers.
La reine est morte en Écosse, dans sa résidence de Balmoral où elle passait généralement trois mois de l'année. Des rituels traditionnels ont lieu, regroupés sous le nom de plan Unicorn, la licorne étant le symbole de l'Écosse. Si son décès était survenu à l'étranger, un jet BAe 146, baptisé « Royal Flight », aurait décollé de Northolt, une base située dans l'ouest de Londres, avec un cercueil à son bord. Dans tous les cas, son corps est ramené dans la salle du trône du palais de Buckingham.

### Funérailles nationales
Les funérailles officielles de la reine ont lieu neuf jours après sa mort. En attendant, sa dépouille est exposée au palais de Westminster, 23 heures par jour. Cela doit permettre à 500 000 personnes de venir lui rendre hommage. Les funérailles ont lieu à l'abbaye de Westminster — une première depuis 1760 ; plus de 2 000 invités sont présents. Les cloches de Big Ben sonnent à neuf heures. Quand le cercueil entre dans l’abbaye, le pays suspend toute activité : les magasins ferment, les gares cessent leurs annonces, des annonces sont faites dans les avions et les bateaux, les bus s’arrêtent et les conducteurs sortent du véhicule. La reine Élisabeth II est ensuite inhumée en la chapelle Saint-Georges, au château de Windsor, aux côtés de ses parents, George VI et Elizabeth Bowes-Lyon, de son mari le prince Philip, de sa sœur la princesse Margaret et de nombre de ses prédécesseurs.